# Шевченковский сельский совет (Конотопский район)
Шевченковский сельский совет (укр. Шевченківська сільська рада) — входит в состав
Конотопского района
Сумской области
Украины.
Административный центр сельского совета находится в 
с. Шевченково
.

## Населённые пункты совета
- с. Шевченково
- с. Торговица